# Break the News
Break the News är ett musikalbum av den svenske artisten Darin. Det är hans tredje album och släpptes 22 november, 2006 i Sverige. Albumet gick rakt in på förstaplatsen på albumlistan och sålde guld redan första dagen. Break the News var det första av Darins album att släppas internationellt.  
Singlar från albumet är "Perfect", "Everything but the Girl", "Desire" och "Insanity".  

## Låtlista
| Nr  | Låt                      | Kompositör                                              | Producent(er)                                   | Längd |
| --- | ------------------------ | ------------------------------------------------------- | ----------------------------------------------- | ----- |
| 1.  | Insanity                 | Darin Zanyar, Patric Sarin, Peter Månsson               | Peter Månsson, Patric Sarin                     | 3:45  |
| 2.  | Extra Ordinary Love      | Max Martin, Patrick Berger, Rami Yacoub, Robyn Carlsson | Patrick Berger                                  | 3:17  |
| 3.  | Perfect                  | Anders Wikström, Fredrik Thomander, Robbie Nevil        | Fredrik Thomander, Anders Wikström              | 3:01  |
| 4.  | Everything but the Girl  | Anders Wikström, Fredrik Thomander                      | Fredrik Thomander, Anders Wikström              | 3:48  |
| 5.  | Desire                   | Darin Zanyar, Patric Sarin, Peter Månsson               | Peter Månsson                                   | 3:08  |
| 6.  | Like No One              | Fredrik Berger, Patrick Berger                          | Patrick Berger                                  | 3:31  |
| 7.  | Saturday Night           | Darin Zanyar, P. Alderheim                              | P. Alderheim                                    | 3:19  |
| 8.  | What If I Kissed You Now | Anders Hansson, Mårten Sandén                           | Anders Hansson                                  | 3:29  |
| 9.  | Everything You're Not    | Darin Zanyar, Eshraque Mughal                           | Eshraque Mughal                                 | 3:21  |
| 10. | If You Wanna             | D. Eriksen, Remee                                       | Eshraque Mughal                                 | 3:08  |
| 11. | The Thing About You      | Grizzly, Mack, Sophia Somajo, Tysper                    | Grizzly, Tysper                                 | 3:40  |
| 12. | Homeless                 | Jörgen Elofsson                                         | Jörgen Elofsson, Rikard Branden, Pär Westerlund | 3:40  |

## Listplaceringar
| Lista (2006-2007) | Topplacering |
| ----------------- | ------------ |
| Sverige           | 1            |